# Филолошко друштво „Речи”
Филолошко друштво „Речи“  је невладино и непрофитно струковно удружење, основано у Београду 2023. године ради унапређења изучавања језика и подстицаја брижљивијег односа према речима и језичкој култури. Чланови Филолошког друштва су усмерени на академску сарадњу са домаћим и страним стручњацима и институцијама које се баве језиком и на активности усмерене ка заинтересованим говорницима српског језика.

## Оснивање друштва
Круг уредника и аутора часописа Новоречје је иницирао стварање научног друштва и организовао оснивачку скупштину Филолошког друштва „Речи“ у Универзитетској библиотеци „Светозар Марковић“ у Београду, 8. фебруара 2023. године. Седиштe удружења се налази у Универзитетској библиотеци.

## Активности
Друштво је организовало четири научне конференције "Деантропонимни неологизми као кључне речи епохе" и "Нове речи у говору деце и младих и у текстовима за децу и младе", "Циљано стварање нових речи и језички инжењери", "Нове речи на друштвеним медијима", преузело је издавање часописа Новоречје од броја 8 и организовало 2023. и 2024. године "Избор речи године" у три категорије: реч, нова реч и лажиреч године. Друштво је са издавачком кућом "Алма" објавило зборнике "Реч године у словенским језицима" , "Сливенице у словенским језицима: зборник радова", "Деантропонимни неологизми као кључне речи епохе", "Нове речи у говору деце и младих". Активности друштва су у 2023. и 2024. години добиле подршку Министарства културе Републике Србије, а 2024. и Министарства науке, технолошког развоја и иновација Републике Србије. Јавна гласила прате активности Филолошког друштва "Речи", нарочито "Избор речи 2023. године" и "Избор речи 2024. године".

## Чланови и управа
Оснивачи Филолошког друштва „Речи“ су били: Дејан Ајдачић, Милан Ајџановић, Јасмина Дражић, Свјетлана Ђелић, Александар Јерков, Јована Јовановић, Ивана Лазић Коњик, Ана Миленковић, Вања Миљковић, Слободан Новокмет, Ђорђе Оташевић, Људмила Поповић, Бојана Томић и Данко Шипка.  Управни одбор има седам чланова, а Надзорни одбор три члана. За председника Друштва изабран је Дејан Ајдачић, а за заменика председника Ивана Лазић Коњик.